# Helena Estevan de Heriz
Helena Estevan de Heriz (Barcelona, 1980) és una jugadora de rugbi catalana, ja retirada.
Llicenciada en Ciències Ambientals per la Universitat Autònoma Barcelona, va formar-se com a jugadora al RC l'Hospitalet. Posteriorment, va fitxar per la UE Santboiana, jugant en la posició de mig d'obertura i la d'ala fins a la seva retirada el 2007. Va ser internacional amb la selecció espanyola de rugbi, participant al Torneig de les Sis Nacions femení.